# Vicky Stormont
Vicky Stormont (9 de diciembre de 1987) es una deportista neozelandesa que compitió en judo. Ganó tres medallas en el Campeonato de Oceanía de Judo entre los años 2004 y 2014.

## Palmarés internacional
| Campeonato de Oceanía | Campeonato de Oceanía    | Campeonato de Oceanía | Campeonato de Oceanía |
| Año                   | Lugar                    | Medalla               | Categoría             |
| --------------------- | ------------------------ | --------------------- | --------------------- |
| 2004                  | Numea (Francia)          | Medalla de bronce     | –57 kg                |
| 2006                  | Papeete (Francia)        | Medalla de bronce     | –57 kg                |
| 2014                  | Auckland (Nueva Zelanda) | Medalla de plata      | –57 kg                |